# Марктбергель
Марктбергель (нем. Marktbergel) — ярмарочная община в Германии, в земле Бавария.
Подчиняется административному округу Средняя Франкония. Входит в состав района Нойштадт-ан-дер-Айш-Бад-Виндсхайм. Подчиняется управлению Бургбернхайм. Население составляет 1557 человек (на 31 декабря 2010 года). Занимает площадь 24,20 км². Официальный код — 09 5 75 143.
Община подразделяется на 4 административные единицы.

## Население
По оценке на 31 декабря 2015 года население общины Марктбергель составляет 1547 чел. 

| Дата      | 1840 | 1871 | 1900 | 1925 | 1939 | 1950 | 1961 | 1970 | 1987 | 2011 |
| --------- | ---- | ---- | ---- | ---- | ---- | ---- | ---- | ---- | ---- | ---- |
| Население | 1329 | 1430 | 1374 | 1235 | 1362 | 2604 | 1745 | 1645 | 1471 | 1539 |

| Год       | 1960 | 1970 | 1980 | 1990 | 2000 | 2009 | 2010 | 2011 | 2012 | 2013 | 2014 | 2015 |
| --------- | ---- | ---- | ---- | ---- | ---- | ---- | ---- | ---- | ---- | ---- | ---- | ---- |
| Население | 1757 | 1650 | 1499 | 1531 | 1641 | 1581 | 1557 | 1528 | 1509 | 1525 | 1541 | 1547 |